# Punta Basei
De Punta Basei is een 3338 meter hoge berg in de Grajische Alpen op de grens van de Italiaanse regio's Valle d'Aosta en Piëmont.
De berg ligt op de waterscheiding van het Piëmontese Valle di Locana en het Valdostaanse Val di Rhêmes. Samen met de Punta Galisia (3346 m), Punta Bousson (3337 m) vormt de Punta Basei een klein bergmassief dat tot de negentiende eeuw Galisia genoemd werd. De oostzijde van de berg domineert de merenrijke hoogvlakte van Nivolet. Ten westen van de top strekt zich de uitgestrekte Lavaseygletsjer uit.
Uitgangspunt voor de beklimming van de Punta Basei is de Col di Nivolet. Nabij de pashoogte zijn twee berghutten te vinden: Città di Chivasso en Savoia. De tocht naar de top duurt vanaf hier zo'n drie uur.